# Konstantin Märska

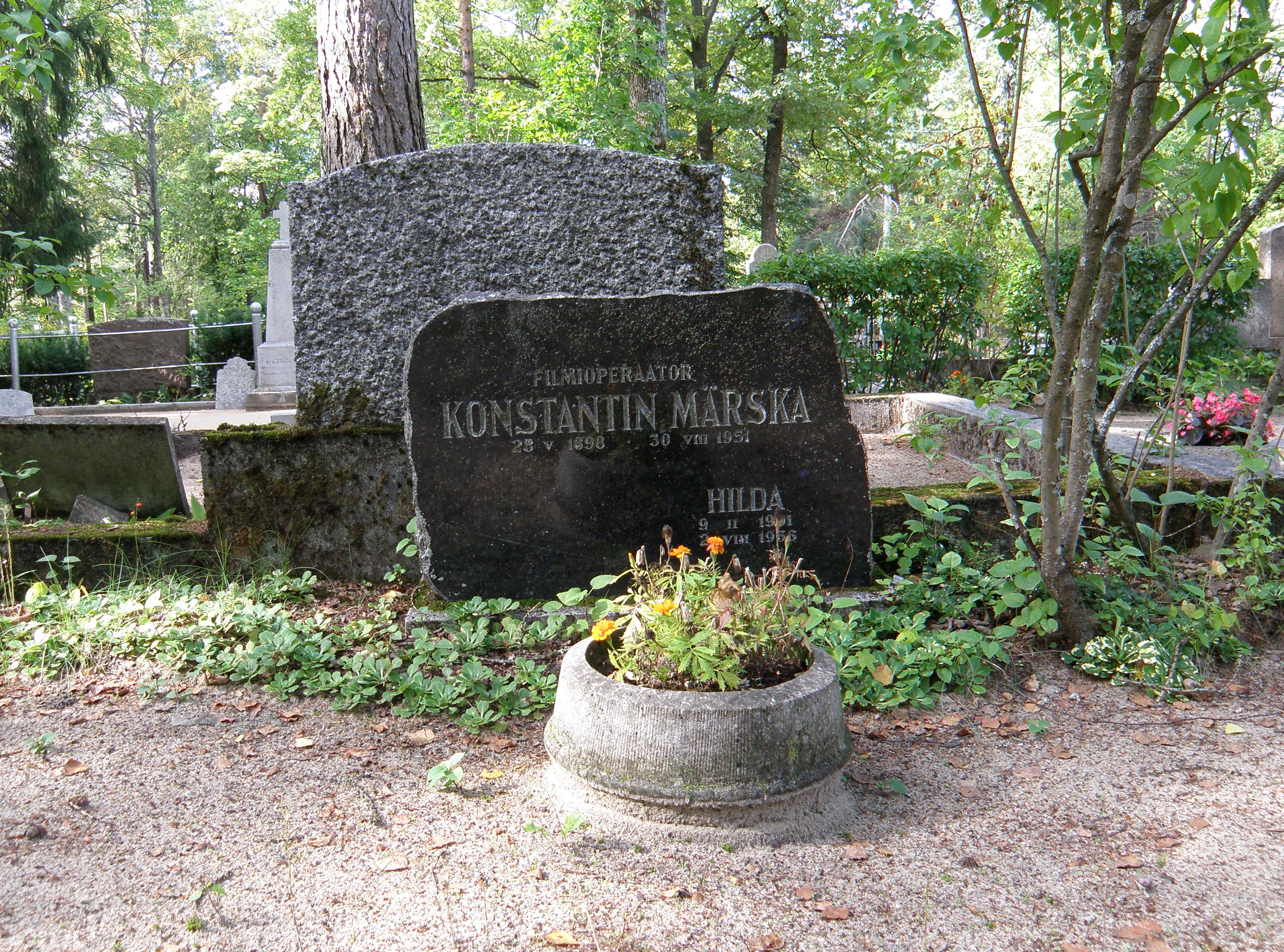
La tombe de Konstantin Märska
au à Tallinn

Konstantin Märska (né le 28 mai 1896 à Valmiera, en Lettonie et mort le 30 août 1951  à Tallinn) est un directeur de la photographie et réalisateur estonien.

## Biographie
Konstantin Märska est un pionnier du cinéma estonien. Il est considéré comme le premier cinéaste estonien. Fondateur du premier studio de cinéma en Estonie, Estonia-Film, il fut en 1924 le directeur de la photographie du premier long métrage estonien Mineviku varjud, réalisé par A. Nugis et Valter Palm et a également pris part à la réalisation du premier film parlant estonien, Vigased pruudid (1929) (coréalisé avec Johannes Loop).
Son écriture cinématographique a constitué un exemple et a ouvert la voie pour les cinéastes estoniens des générations suivantes. Son regard créatif trouva sa meilleure expression dans la réalisation de films ethnologiques sur les petites îles de l'Estonie, comme celui sur Osmussaar (1937) considéré comme sa meilleure œuvre, ou sur des groupes de population autochtone, comme les Setus dans le sud de l'Estonie et en Russie, notamment à Petseri.
Mort le 30 août 1951 à Tallinn à l'âge de 55 ans, Konstantin Märska est enterré au cimetière Rahumäe (en).

## Filmographie

### Comme réalisateur
- 1924 : lahendus (court métrage)
- 1924 : Õnnelik korterikriisi (court métrage)
- 1929 : Vigased pruudid (coréalisé avec Johannes Loop)

### Comme directeur de la photographie
- 1924 : Mineviku varjud de A. Nugis et Valter Palm
- 1929 : Vigased pruudid de Johannes Loop et Konstantin Märska
- 1929 : Dollarid de Mihkel Lepper
- 1929 : Jüri Rumm de Johannes Loop
- 1939 : Isoviha de Kalle Kaarna
- 1940 : Simo Hurtta de Roland af Hällström